# .cv
.cv és el domini territorial de primer nivell (ccTld) per a Cap Verd.